# FaroeJet
A FaroeJet (IATA kód: F6) Feröer második légitársasága volt az Atlantic Airways nemzeti légitársaság mellett. Bázisrepülőtere a Vágari repülőtér volt.
2005. december 20-án alapították feröeri magánbefektetők. Az első járat 2006. május 15-én indult egy BAE Systemstől lízingelt Avro RJ100 típusú repülőgéppel Vágar és Koppenhága között. A társaság 96 személyes gépével napi rendszerességgel repülte ezt az egy járatot, és a 30%-os piaci részesedés megszerzését tűzte ki célul. 2006 végére azonban pénzügyi nehézségek miatt csődöt jelentett, és 2007. január 1-jétől beszüntette tevékenységét.